# Plażówki

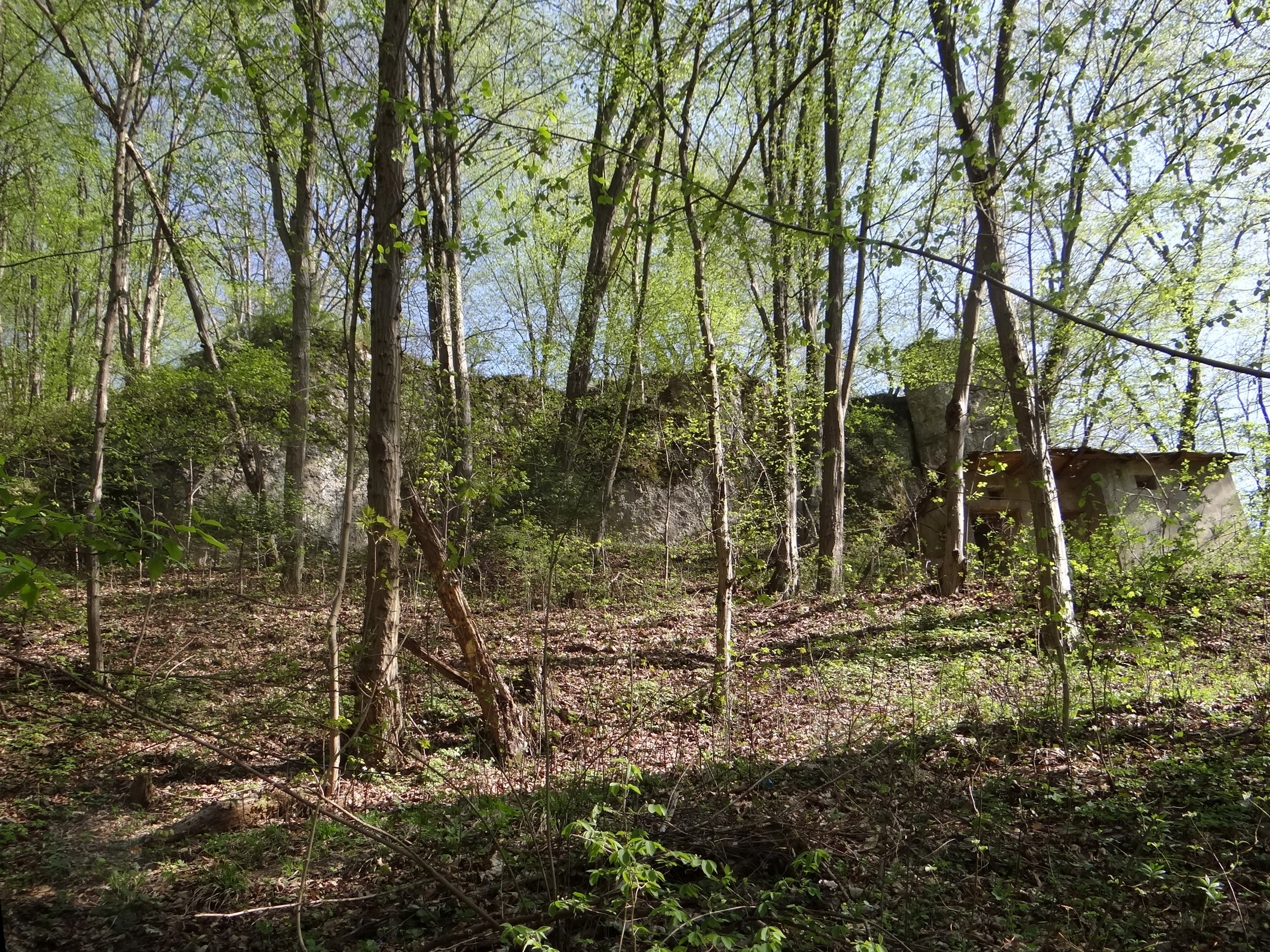

Plażówki – skały w Ojcowskim Parku Narodowym. Wznoszą się po orograficznie lewej stronie wylotu Doliny Sąspowskiej do Doliny Prądnika, nad willą Serdeczna. Zbudowane są z wapieni. Wraz z Jonaszówką, znajdującą się po przeciwnej stronie tworzą bramę skalną zamykającą wylot Doliny Sąspowskiej. Plażówki znajdują się jednak w lesie, a wylot doliny jest dość szeroki, wskutek czego brama ta w krajobrazie jest słabo rozróżnialna.